# Lydia ganchillando en el jardín de Marly
Lydia ganchillando en el jardín de Marly o Lydia tejiendo en el jardín de Marly  es una pintura al óleo sobre lienzo de Mary Cassatt creada en 1880. Está en la colección del Museo Metropolitano de Arte.

## Historia temprana y creación
La familia de Mary Cassatt había ido a visitarla a Marly-le-Roi en el verano de 1880, donde la pintora vivía con su hermana Lydia. Lydia, que padecía la enfermedad de Bright, se había mudado de Filadelfia para vivir con Cassatt después de esta mudarse a París. Hasta mediados del siglo XX, las mujeres solteras respetables no vivían solas sino con familiares, pero a medida que avanzaba la enfermedad de Lydia, ya no podía viajar. El resto de la familia se unió a las hermanas en el verano de 1880 y el trabajo de Cassatt en ese momento cambió a escenas que representan la vida hogareña. Lydia se convirtió en un tema frecuente del trabajo de Cassatt hasta su muerte en 1882. Cassatt generalmente evitaba pintar al aire libre, aunque este trabajo captura la luz del sol, lo que demuestra que fue pintado en el jardín.

## Historia posterior y visualización
La pintura se mostró por primera vez en la Sexta Exposición Impresionista, en París, con otras once obras de Cassatt en 1881. En 1893, la pintura se incluyó en el inventario del comerciante de arte Paul Durand-Ruel. Al año siguiente, Peter Arrell Browne Widener, un coleccionista de Filadelfia, había obtenido la obra. Más tarde, el hermano de Cassatt, Alexander Cassatt, volvió a adquirir la pintura y permaneció en la familia hasta que la Sra. Gardner Cassatt lo donó al Museo Metropolitano de Arte en 1965.

## Descripción e interpretación
Inmediatamente después de la Guerra de Secesión, las pinturas de mujeres en elegantes jardines se hicieron populares en Estados Unidos. Siguiendo esta tradición, la obra representa a Lydia sentada en el jardín, tejiendo ganchillo, aunque la pintura distingue claramente a Lydia de las flores.Está pintado en estilo impresionista, con el invernadero al fondo y las filas ordenadas de plantas detrás de la mujer, quien se muestra ocupada y aparentemente inconsciente del jardín a su espalda. Su tez pálida se ve compensada por la prenda de tartán y puños de encaje que usa. Lydia parece estar disfrutando de su tiempo bajo el sol debajo de su sombrero de encaje y sus guantes. Lydia tejiendo en el jardín de Marly, junto con Lydia sentada en el jardín con un perro en su regazo y Katherine Cassatt leyendo a sus nietos siguen siendo algunas de sus mejores escenas de este período de su carrera.